# Ravel Morrison
Ravel Ryan Morrison (ur. 2 lutego 1993 w Manchesterze) – jamajski piłkarz angielskiego pochodzenia występujący na pozycji pomocnika, były reprezentant Jamajki. Wychowanek Manchesteru United, w trakcie swojej kariery grał także w takich zespołach, jak West Hamu United, Birmingham City, Queens Park Rangers, Cardiff City, Lazio, Atlas, Östersunds FK, Sheffield United, Middlesbrough oraz ADO Den Haag. Młodzieżowy reprezentant Anglii.

## Statystyki kariery
(aktualne na dzień 17 lipca 2019)
| Klub                       | Sezon              | Liga               | Liga  | Liga   | Puchary krajowe | Puchary krajowe | Europa | Europa | Suma  | Suma   |
| Klub                       | Sezon              | Liga               | Mecze | Bramki | Mecze           | Bramki          | Mecze  | Bramki | Mecze | Bramki |
| -------------------------- | ------------------ | ------------------ | ----- | ------ | --------------- | --------------- | ------ | ------ | ----- | ------ |
| Manchester United          | 2010/11            | Premier League     | 0     | 0      | 1               | 0               | 0      | 0      | 1     | 0      |
| Manchester United          | 2011/12            | Premier League     | 0     | 0      | 2               | 0               | 0      | 0      | 2     | 0      |
| West Ham United            | 2011/12            | Championship       | 1     | 0      | 0               | 0               | –      | –      | 1     | 0      |
| Birmingham City (wyp.)     | 2012/13            | Championship       | 27    | 3      | 3               | 0               | –      | –      | 30    | 3      |
| West Ham United            | 2013/14            | Premier League     | 17    | 3      | 2               | 2               | –      | –      | 19    | 5      |
| Queens Park Rangers (wyp.) | 2013/14            | Championship       | 16    | 6      | 0               | 0               | –      | –      | 16    | 6      |
| West Ham United            | 2014/15            | Premier League     | 1     | 0      | 1               | 0               | –      | –      | 2     | 0      |
| Cardiff City (wyp.)        | 2014/15            | Championship       | 7     | 0      | 0               | 0               | –      | –      | 7     | 0      |
| Lazio                      | 2015/16            | Serie A            | 4     | 0      | 0               | 0               | 2      | 0      | 6     | 0      |
| Queens Park Rangers        | 2016/17            | Championship       | 5     | 0      | 0               | 0               | 0      | 0      | 5     | 0      |
| Atlas                      | 2017/18            | Liga MX            | 20    | 3      | 5               | 1               | 0      | 0      | 25    | 4      |
| Östersunds FK              | 2019               | Allsvenskan        | 6     | 0      | 0               | 0               | 0      | 0      | 6     | 0      |
| Ogólnie w karierze         | Ogólnie w karierze | Ogólnie w karierze | 103   | 16     | 13              | 3               | 3      | 0      | 120   | 18     |